# Dödelhaie
Dödelhaie — немецкая панк-рок-группа, образованная в 1985 году в Дуйсбурге. Dödelhaie — одна из самых популярных панк-рок-групп Германии. Почти все песни группы исполняются на немецком языке.

## История
Группа «Dödelhaie» была основана в 1982 году в Дуйсбурге гитаристом группы и лидером Энди Харди. В 1983 году присоединился певец и гитарист Тимо Мани. Первый концерт последовал в том же году. Их первая кассета с песней «Stolz» была послана в различные звукозаписывающие студии, но ни одна из них не нашла в Dödelhaie перспективу к развитию, кроме сомнительных «Rock-O-Rama Label». Так Doedelhaie опубликовали свой первый альбом «Des Kanzlers Kadaver».
1985 год считается годом официального создания группы. Вскоре они организовали свой звукозаписывающий лейбл и начали продавать свою первую запись через почтовые доставки. На их некоторых концертах (например, на легендарном «Hart und schabbich Festivals») они узнали о других, более популярных в те времена панк-группами. Так завязалась дружба между Dödelhaie и Daily Terror, что повлияло на будущую судьбу и популярность первых. Помимо этого, в это время они записывали свой сплит-альбом «Live in Meran/ Italy».
Затем Dödelhaie записывают свой второй полноценный альбом «Sinfonie des Wahnsinns». Лейбл был сменён на Impact Records, который до сегодняшнего времени остаётся одним из крупнейших панк-лейблов Германии. После выхода второго полноценного альбома они выпустили свой первый CD, благодаря которому группа быстро пошла вверх по карьерной лестнице и на будущее было запланировано множество концертов.
Их третий CD «Spiegelbild» был сокрушительным и их третий тур «Dritte Wahl» оказался очень популярным среди фанатов. На этом туре группу спрашивали про песни, которые считались давно забытыми. Между прочим, Dödelhaie является одной из самых популярных в Германии панк-группой. В середине 1990-х они опубликовали впервые на CD альбом «Des Kanzlers Kadaver» и как бонус приложили несколько записей с их концертов. Этот CD получил название «Die Beschissenen Jahre».
После продолжительного отдыха группе предстояло заняться новым проектом. Им стал новый альбом «Mitternacht», которые был записал и выпущен всего-лишь за 12 дней. На рождество 1998 года Dödelhaie сделали сами себе подарок, записав и выпустив проект «Oi! — It is Deutschpunk». CD с 4 кавер-версиями Oi!-классики («Cock Sparrer», «Cockney Rejects», «Angelic Upstarts», «Peter & the Test Tube Babies») стал хитом.
В 1999 группа сыграла множество концертов в Германии, Чехии, Швейцарии, Австрии и в начале 2000 — на Кубе, как первая западная панк-группа.
В 2003 группа выпустила новый альбом «Schätzchen, ich habe das Land befreit!», который стал их самым лучшим. Помимо этого было сыграно множество концертов по всей Германии. В 2005 группе исполнилось 20 лет и в начале 2006 они опять отыграли концерт на Кубе со своими друзьями из группы металлистов «Tendencia». Следующим на выходе был CD «Immer bis zum Sieg» вместе со старыми синглами и живое DVD «Schwimm los, wenn du ein Haifisch bist».
В 2010, в честь двадцати пяти лет группы, был выпущен CD с альбомом «Hai Alarm!», с постерами, бесплатными стикерами и футболками.
В 2022, после долгого перерыва, был выпущен альбом <Linksextreme Hassmusik>, получивший своё название из-за проблем с правительством. Причиной этого послужила, по мнению властей, лево-экстремистская музыка, которая писала группа. Были выдвинуты угрозы о "прикрытые" группы, но это только вдохновило коллектив и они решили назвать новый альбом <Linksextreme Hassmusik> в честь этого. Так-же, в самом альбом есть песня с аналогичным названием, где высмеивается эта ситуация.

## Состав
Группа состоит из 4 человек:
- Энди (Andy) — бас, вокал
- Эксел (Axel) — гитара
- Мэни (Mani) — гитара
- Харди (Hardy) — ударные

## Дискография
- 1990 — Des Kanzlers Kadaver (Альбом)
- 1991 — Holzfällerlied (Сингл)
- 1992 — Sinfonie des Wahnsinns (Альбом)
- 1993 — Live in Meran (Концертный альбом с Daily Terror)
- 1994 — Spiegelbild (Альбом)
- 1995 — Split (Совместный мини-альбом с Dritte Wahl)
- 1998 — Mitternacht (Альбом)
- 1998 — Oi! — Its Doitschpunk (Мини-альбом)
- 2000 — Radikal (Сборник)
- 2001 — Die beschissenen Jahre (Альбом)
- 2002 — Schätzchen, ich habe das Land befreit! (Альбом)
- 2006 — Immer bis zum Sieg! (Альбом)
- 2007 — Schwimm los, wenn du ein Haifisch bist (Концертное DVD)
- 2010 — Hai Alarm! (Альбом)
- 2022 — Linksextreme Hassmusik (Альбом)